# باشگاه فوتبال باسفورد یونایتد
باشگاه فوتبال باسفورد یونایتد (به انگلیسی: Basford United Football Club) یک باشگاه فوتبال در شهر باسفورد، ناتینگهام‌شایر، کشور انگلستان است که در سال ۱۹۰۰ میلادی تأسیس شده‌است.